# Trichomalus cardui
Trichomalus cardui är en stekelart som först beskrevs av Masi 1954.  Trichomalus cardui ingår i släktet Trichomalus och familjen puppglanssteklar. Inga underarter finns listade i Catalogue of Life.